# This Is Tal Farlow
This Is Tal Farlow è un album di Tal Farlow, pubblicato dalla Verve Records nel 1958.

## Tracce
Lato A
1. Lean on Me – 4:11 (Alan Greene, Edwin Waldman)
2. Wonder Why – 4:52 (Sammy Cahn, Nicholas Brodszky)
3. Night and Day – 4:21 (Cole Porter)
4. Stella by Starlight – 3:33 (Victor Young, Ned Washington)

Durata totale: 16:57
Lato B
1. The More I See You – 4:50 (Harry Warren, Mack Gordon)
2. All the Things You Are – 4:22 (Jerome Kern, Oscar Hammerstein II)
3. How Long Has This Been Going On? – 4:12 (George Gershwin, Ira Gershwin)
4. Topsy – 3:38 (Edgar Battle, Eddie Durham)

Durata totale: 17:02
Edizione CD del 1997, pubblicato dalla Verve Records (314 537 746-2)
1. Lean on Me – 4:11 (A. Greene, E. Waldman)
2. Wonder Why – 4:52 (N. Brodszky, S. Cahn)
3. Night and Day – 4:21 (C. Porter)
4. Stella by Starlight – 3:33 (V. Young, N. Washington)
5. The More I See You – 4:50 (H. Warren, M. Gordon)
6. All the Things You Are – 4:22 (J. Kern, O. Hammerstein II)
7. How Long Has This Been Going On? – 4:12 (G. Gershwin, I. Gershwin)
8. Topsy – 3:38 (E. Durham)
9. 'Deed I Do – 0:37 (W. Hirsch, F. Rose)
10. 'Deed I Do – 3:05 (W. Hirsch, F. Rose)
11. 'Deed I Do – 1:25 (W. Hirsch, F. Rose)
12. 'Deed I Do – 3:28 (W. Hirsch, F. Rose)
13. We'll Be Together Again – 4:32 (C. Fischer, F. Laine)
14. We'll Be Together Again – 3:19 (C. Fischer, F. Laine)
15. We'll Be Together Again – 1:57 (C. Fischer, F. Laine)
16. We'll Be Together Again – 3:24 (C. Fischer, F. Laine)
17. The More I See You – 0:57 (H. Warren, M. Gordon)
18. The More I See You – 2:32 (H. Warren, M. Gordon)

Durata totale: 59:15

## Musicisti
- Tal Farlow - chitarra
- Eddie Costa - pianoforte
- Bill Takas (o) Knobby Totah - contrabbasso
- Jimmy Campbell - batteria
- Nelle note di retrocopertina dell'album originale, nella formazione dei musicisti non è riportato Eddie Costa, che però compare nella ristampa su CD e in altre fonti.